# Însurăței
Însurăței est une ville du județ de Brăila en Roumanie.  Elle se situe le long de la DN21 qui relie Brăila à Slobozia. Elle comptait, en 2011, 6 528 habitants. La commune s'étend sur 213 ha et regroupe les villages de Lacu Rezii, Măru Roșu et Valea Călmățuiului.

## Démographie
| Ethnies  | %     |
| -------- | ----- |
| Roumains | 91.09 |
| Roms     | 5.51  |
| Inconnue | 3.37  |
| Autres   | 0.01  |

En 1879, le hameau compte une population approximative de 500 habitants.
En 1930, le territoire de la ville regroupe 5 000 habitants enregistrés.
En 2002, la population de la commune était de 7336 habitants dont 3681 hommes et 3655 femmes. Les villages de la commune comptent 450 (Lacu Rezii), 124 (Măru Roșu ) et 121 habitants (Valea Călmățui).
Les chiffres de 2011 montre une diminution significative du nombre d'habitants à 6528.

## Religion
| Religion   | %     |
| ---------- | ----- |
| Orthodoxes | 95.72 |
| Inconnue   | 3.37  |
| Autres     | 0.9   |

La commune compte plusieurs bâtiments religieux dont une église orthodoxe et une église catholique à Insuratei, ainsi qu'une église orthodoxe à Lacu Rezii.

## Histoire
Le nom du hameau Lacu Rezii vient du nom du propriétaire du lac principal du village et à qui appartenait une grande partie des bâtiments du hameau.

## Économie
L'économie se focalise en grande partie sur le secteur primaire et surtout l'agriculture. En effet, sur les 21 303 ha que compte la commune, 18 041 sont utilisés pour l'agriculture et surtout la culture :
- 15 323 ha sont utilisés surtout pour la culture de maïs et de tournesols pour l'exportation ainsi que la culture de pastèques, melons, oignons, poivrons blancs, pommes de terre, tomates, carottes, etc., en moindre quantité, surtout pour une consommation régionale ;
- 205 ha sont recouverts d'arbres fruitiers en grande partie pour l'exportation ;
- 303 ha sont exploités pour le vin ;
- 2 180 ha sont utilisés pour le pâturage.

Une partie des agriculteurs de la ville produisent surtout une agriculture de subsistance.